# Pericoma tenuistylis
Pericoma tenuistylis är en tvåvingeart som beskrevs av Vaillant 1978. Pericoma tenuistylis ingår i släktet Pericoma och familjen fjärilsmyggor.
Artens utbredningsområde är Grekland. Inga underarter finns listade i Catalogue of Life.